# Kowtar
Kowtar (persiska: کوتر, كُوتَر) är en ort i Iran.   Den ligger i provinsen Västazarbaijan, i den nordvästra delen av landet, 500 km väster om huvudstaden Teheran. Kowtar ligger 1 368 meter över havet och antalet invånare är 261.
Terrängen runt Kowtar är huvudsakligen kuperad. Kowtar ligger nere i en dal. Runt Kowtar är det ganska tätbefolkat, med 60 invånare per kvadratkilometer. Närmaste större samhälle är Mahabad, 11,5 km nordost om Kowtar. Trakten runt Kowtar består i huvudsak av gräsmarker.